# Bernard-Marie Koltès
Bernard-Marie Koltès född 9 april 1948 i Metz, död 15 april 1989 i Paris, var en fransk dramatiker och regissör.
Koltès föddes 1948 i en medelklassfamilj i Metz. Han studerade först till journalist och började med teater i tjugoårsåldern och blev uppmärksammad för sin medverkan i en uppsättning av Medea, regisserad av Jorge Lavelli, 1970.

## Författarskap
Koltès skrev omkring femton pjäser och ett par romaner. Kanske är han mest känd för pjäserna Natten just innan skogarna (1976), Sallinger (1977) och I bomullsfältens ensamhet (1986). Många av dessa skådespel regisserades av Patrice Chéreau när han var regissör vid Théâtre des Amandiers i Nanterre. Koltès översatte också Shakespeares The Winter's Tale (En vintersaga) till franska. 
Koltèss författande var till en del påverkat av absurdisterna och som andra absurdistiska författare, kände han sig som i exil – i hans fall, som en homosexuell i en heterosexuell värld. Men hans mycket speciella och unika sätt att skriva, i en sorts drömaktig, mystisk stil med långa monologer efter varandra, som ensamma, vilsna människor, som talar nästan mest till sig själv, likt malande, poetiska inre monologer, har lika mycket ett samband med det klassiska dramats vers-broderier eller operans recitativ och arior. Samtidigt placerade han ofta sina berättelser i moderna, konkreta, avsides miljöer, och effekten blir ett slags surreal verklighetsupplösning mitt i en omgivande pulserande verklighet. 
I Afrika, där några av hans pjäser utspelas, såg han inhemska kulturer bli utplånade genom europeisk påverkan. Detta tema behandlas i Negerns och hundarnas kamp (1983), som utspelar sig på en byggarbetsplats i Östafrika, Tillbaka till öknen (1988) äger rum i Nordafrika. 
Efter ett besök i Amerika skrev han Quai Ouest/Västra kajen, (1985), om en bror och en syster i en främmande kultur, en allegori för västvärldens vilsenhet. I en liknande miljö, i Paris, utspelas romanen Flykten till häst – mycket långt in i staden (1976, sv. 2007). Den psykopatiska mördaren Roberto Succo gav inspiration till hans sista pjäs Roberto Zucco. Pjäsen sattes upp postumt i Berlin 1990, regisserad av Peter Stein. Den har sedan dess blivit uppsatt över hela Europa och i USA. I Sverige har ett flertal av hans pjäser spelats.
Koltès dog i AIDS 1989.

## Pjäser
- Les Amertumes (1970)
- La Marche (1970)
- Procès Ivre (1971)
- L'Héritage (1972)
- Récits morts (1973)
- Des voix sourdes (1974)
- Le jour des meutres dans l'histoire d'Hamlet (1974)
- Sallinger (1977)  [sv. samma titel]
- La Nuit juste avant les forêts (1977) [sv. Natten just innan skogarna, äv. Natten före skogarna]
- Combat de nègre et de chiens (1979) [sv. Negerns och hundarnas kamp]
- Quai Ouest (1985) [sv. Västra kajen]
- Dans la solitude des champs de coton (1985) [sv. I bomullsfältens ensamhet]
- Tabataba (1986)
- Le Retour au désert (1988) [sv. Tillbaka till öknen]
- Roberto Zucco (1988) [sv. samma titel]
- Coco (fragment)

## Övrigt
- La fuite à cheval très loin dans la ville (roman, 1976) [sv. Flykten till häst – mycket långt in i staden]
- Nickel Stuff (filmmanus, 1984)
- Prologue (roman, 1986) och andra texter (1986–91)
- Une part de ma vie : Entretiens (1983–1989), Les éditions de Minuit, Paris, 1999, 162 p. (ISBN 2-7073-1668-7) (självbiografiskt)
- Lettres, Les éditions de Minuit, Paris, 2009, 512 p. (ISBN 9782707320797) (självbiografiskt)

### I bokform på svenska
- I bomullsfältens ensamhet (1991) översättning: Lars Bjurman
- Sallinger (1999) översättning Cecilia Palmgren
- Tillbaka till öknen (2001) översättning Sven Åke Heed
- Flykten till häst - mycket långt in i staden (2007); roman,  översättning Leif Janzon ; förord: Leif Zern. ISBN 91-85267-78-3